# Elección municipal de San Salvador de 2018
La elección municipal de San Salvador de 2018 se llevó a cabo el día domingo 4 de marzo de 2018, en ella se eligió el alcalde de San Salvador para el período 2018 - 2021. El resultado final fue la victoria para Ernesto Muyshondt del partido ARENA, luego de vencer en las urnas a la candidata del FMLN, Jackeline Rivera, exdiputada por el departamento de Cuscatlán, por más de 48 mil votos y casi 34 puntos de ventaja.
Debido a una falla de la Sala de lo Constitucional de la Corte Suprema de Justicia de El Salvador, los Concejos Municipales pasaron de ser totalmente del partido ganador, a ser repartido pluralmente por la cantidad de votos obtenidos por cada partido, de esta manera, para la alcaldía de San Salvador y su Concejo Municipal queda conformado por 7 concejales de ARENA, 4 concejales de FMLN y 1 concejal del PDC.

## Encuestas
Los sondeos presentados fueron los que se realizaron antes de las elecciones, desde que se supo los candidatos para las elecciones de San Salvador. Solo se toman los dos partidos mayoritarios. 
| Fecha      | Encuestadora | FMLN  | ARENA | Otros | No votará, nulo, NS/NR |
| ---------- | ------------ | ----- | ----- | ----- | ---------------------- |
| 29/09/2017 | UTEC         | 26%   | 24.7% | 5.2%  | 44.1                   |
| 10/11/2017 | El Mundo     | 14%   | 21%   | 7%    | 58%                    |
| 5/02/2018  | LPG          | 15.8% | 30.1% | 2.7%  | 51.4%                  |
| 5/02/2018  | El Mundo     | 34%   | 44%   | 6%    | 16%                    |
| 8/02/2018  | UFG          | 15.5% | 16%   | 2.1%  | 56.4%                  |
| 14/02/2018 | UCA          | 24.7% | 31.7% | 21%   | 22.6%                  |
| 14/02/2018 | UCA          | 33.6% | 46.5% | 19.9% | -                      |